# Nerja

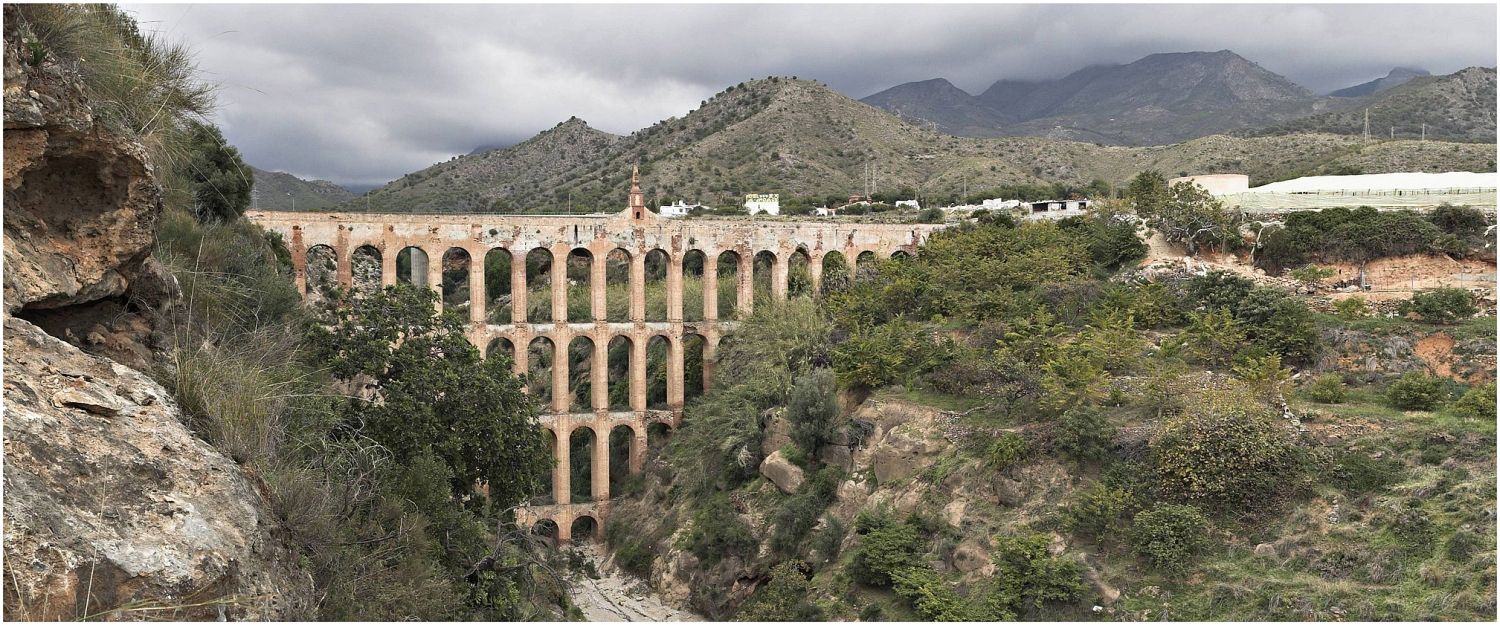
Acquedotto di Nerja

Nerja è un comune spagnolo di 16.795 abitanti situato nella comunità autonoma dell'Andalusia. 

## Geografia
È una cittadina turistica della Costa del Sol nella provincia di Malaga, sulla costa meridionale sul Mar Mediterraneo. Si trova a circa 50 km ad est della città di Malaga.

## Monumenti e luoghi d'interesse
La cittadina si è sviluppata intorno ad un piccolo villaggio costiero al quale si sono via via aggiunti (grazie soprattutto al turismo) quartieri residenziali progettati per non snaturarne, per quanto possibile, il carattere mediterraneo.
L'attrazione principale del centro è sicuramente il Balcon de Europa, un belvedere circondato da un palmeto con vista sul mare e sulle spiagge della città.
I dintorni dell'area urbana si caratterizzano per i paesaggi accessibili grazie ai numerosi sentieri per passeggiate e trekking. L'attrazione naturale più conosciuta della zona è costituito senza dubbio dalle Cuevas, le grotte situate a poca distanza dal centro. Scoperte per caso da tre ragazzi il 12 gennaio del 1959, vantano grandi dimensioni, nonché la stalattite conosciuta più lunga d'Europa (ben 63 metri). Vi si trovano inoltre numerose pitture rupestri risalenti al paleolitico (circa 26.000 anni fa).

## Amministrazione

### Gemellaggi
- Pescia
- San Juan